# Fratelli Ruffatti
Fratelli Ruffatti (gebroeders Ruffatti) is een Italiaans orgelbouwersbedrijf in Padua dat opgericht werd in 1940. Het bedrijf bouwt en restaureert pijporgels.

## Geschiedenis
In 1940 richtten de broers Alessio, Antonio en Giuseppe Ruffatti het bedrijf Fratelli Ruffatti op, dat geënt was op de tradionele orgelbouw op de principes van de 17e-eeuwse Venetiaanse orgelbouwschool. Al snel kreeg het bedrijf een goede reputatie en bouwde indrukwekkende instrumenten, niet alleen voor Italië, maar ook voor Ierland, Groot-Brittannië, Noord-Amerika, China, Afrika en Australië. Alleen al voor Italië bouwde het ruim 400 instrumenten.

## Innovaties
Het bedrijf ontwikkelde en paste verschillende innovaties in de orgelbouw toe, zoals draad van koolstofvezel, zodat kans op storingen in de tractuur geminimaliseerd wordt. Andere mechanische overbrengingen zijn zo geconstrueerd, dat ze een lage wrijving opleveren en daardoor het gemak van de bespeelbaarheid van het orgel vergroten. Meer toepassingen van koolstofvezel in plaats van hout worden gebruikt, waar door variaties in luchtvochtigheid en temperatuur zich normaliter doen gelden. Dit komt niet alleen de toonzuiverheid maar ook de werking van mechanische onderdelen ten goede.

## Restauraties
Het bedrijf voert restauraties aan historische orgels uit. Hierbij worden innovatieve technieken voor de documentatie en restauratie toegepast, die veelal berusten op eigen vindingen en tot doel hebben dat de restauraties effectiever en minder ingrijpend hoeven te zijn.
Het bedrijf staat bekend om de spraakmakende instrumenten die het in de loop der jaren heeft geïnstalleerd, zoals het orgel van Christ Cathedral in Garden Grove (Californië), het orgel in het heiligdom van Onze-Lieve-Vrouw van Fatima in Fátima, en het orgel met 117 registers, ontworpen door Diane Bish voor de Coral Ridge Presbyterian Church in Fort Lauderdale, Florida. In Zweden werd in de Kathedraal van Uppsala eveneens een orgel van het bedrijf geïnstalleerd. In Mexico in de kathedraal van Nuestra Señora de la Asunción in Aguascalientes is ook een orgel van dit bedrijf in gebruik. In 2017 is in de Buckfast Abbey Church in Devon een van de twee Ruffatti-orgels geplaatst.